# دوري هونغ كونغ لكرة القدم 1977–78
دوري هونغ كونغ لكرة القدم 1977–78 هو الموسم 33 من دوري هونغ كونغ لكرة القدم ‏. كان عدد الأندية المشاركة فيه 12، وفاز فيه نادي جنوب الصين.